# Thomas Otto Brandt
Thomas Otto Brandt (geboren als Otto Hirschmann 18. November 1906  in Wien, Österreich-Ungarn; gestorben 9. Januar 1968 in Dover (New Hampshire)) war ein austroamerikanischer Germanist und Schriftsteller.

## Leben
Otto Hirschmann war ein Sohn eines Verkäufers, die Mutter betrieb ein kleines Kleidergeschäft. Er hatte zwei Schwestern. Die Eltern konnten den Sohn auf eine höhere Schule schicken, er ging aber schon mit dem Realabitur ab und wurde kaufmännischer Lehrling und dann Angestellter einer kleinen Kaffeefirma in Wien. Seinen jüdischen Familiennamen legte er ab und konvertierte zum Katholizismus, seinen Geburtsnamen machte er nie publik. 1928 bestand Brandt eine Externenprüfung für das Studium der Germanistik und Anglistik an der Universität Wien. Er wurde 1933 mit der Dissertation Geschichte und Theorie der deutschen Kurzgeschichte bei Josef Nadler promoviert. Brandt schlug sich in der Folge als freier Schriftsteller, Journalist und als Dozent an der Wiener Volkshochschule durch. Nach dem Anschluss Österreichs im März 1938 floh er im September 1938 nach Zagreb, um dort ein Visum für die USA zu beantragen. Zum Jahreswechsel erreichte er New York City, wo ihm Karl Viëtor für ein Jahr eine Hilfsassistentenstelle an der Harvard University verschafft hatte. Auch den anderen Familienmitgliedern gelang die Flucht aus dem Deutschen Reich.
Brandt fand 1939 eine Anstellung als Lehrer für Deutsch, Latein und Civil Studies an der Lakeside Preparatory School in Seattle, dort heiratete er 1942 Esther Heidi Myhre und erhielt 1943 die US-amerikanische Staatsbürgerschaft. Sie hatten drei Kinder. Von 1943 bis zum Kriegsende 1945 arbeitete Brandt für das Office of War Information. Nach einem Intermezzo am College of William & Mary in Williamsburg ging er 1947 als Professor für deutsche Sprache und Literatur an das Colorado College in Colorado Springs. 1967 wurde er noch Professor für Deutsch an der University of New Hampshire in Durham. 1956 hielt er sich für ein Jahr in Stuttgart auf. Von 1962 bis 1964 war er Managing Editor der germanistischen Fachzeitschrift The German Quarterly, von 1963 bis 1968 gehörte er zum Herausgeberkreis der Zeitschrift Universitas.
Brandt schrieb nebenher Zeitungsfeuilletons, auch für deutsche Zeitungen. 1960 veröffentlichte er einen zweisprachigen Band eigener Gedichte, 1968 das von seiner Frau illustrierte Bilderbuch Andy, or When I'm Famous. Seine Sammlung literaturkritischer Untersuchungen zu Bertolt Brecht erschien postum. Für seine Romanmanuskripte fand er trotz reger Korrespondenz mit Verlagslektoren weder in den USA noch in der Bundesrepublik einen Verleger.
In der Anthologie »Beständig ist das leicht Verletzliche« ist Thomas Otto Brandt mit dem Gedicht Die Winzer (um 1935) vertreten.

## Vier Zeilen von Thomas Otto Brandt
Aus: Die Winzer
Zuweilen steigen große Trauerkäfer,

die Winzer, in den toten Rebenhag,

zu schauen, ob the starren Winterschläfer

noch leben in dem sterbensweißen Tag.

## Werke (Auswahl)

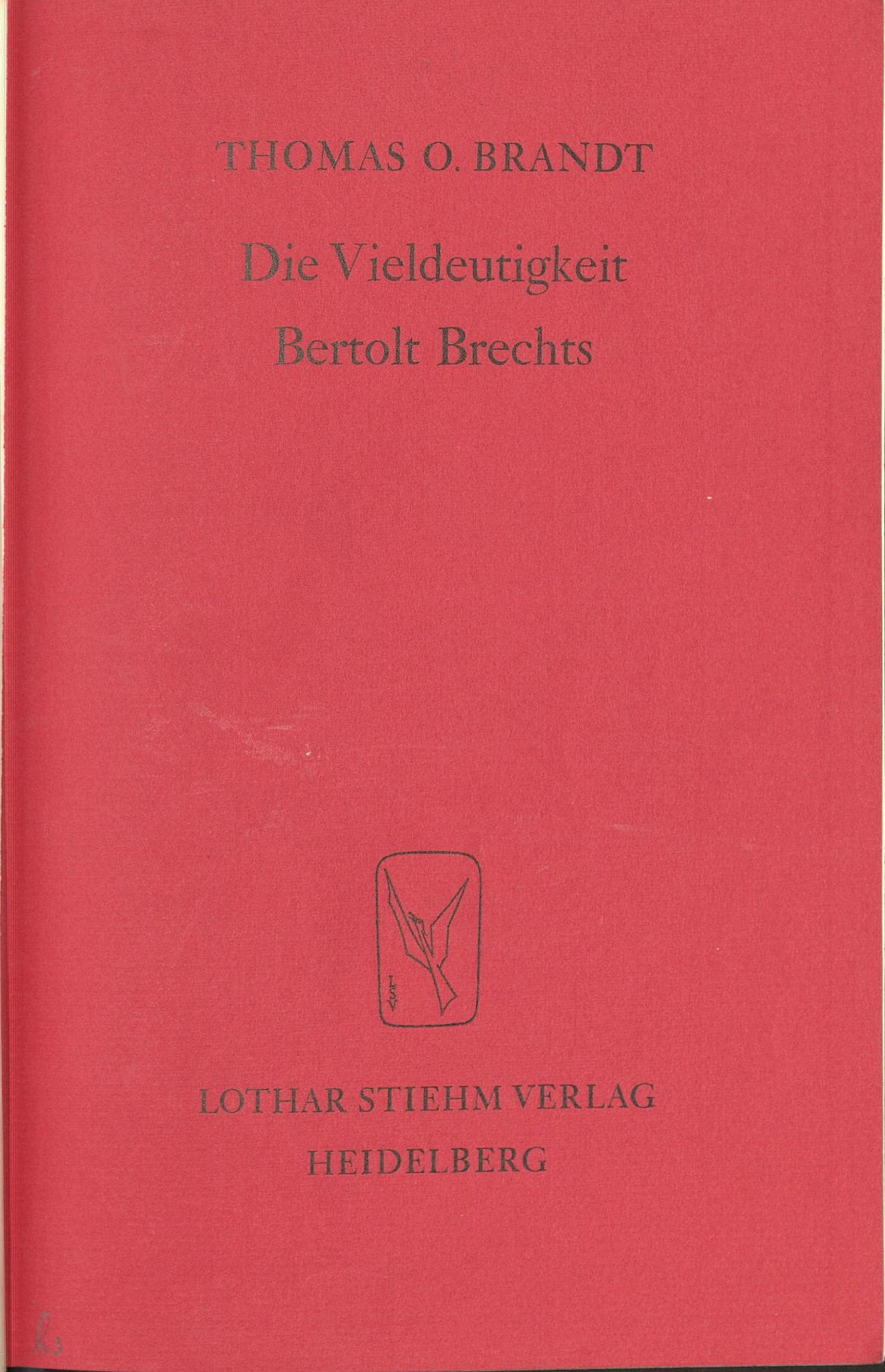
Brecht 1968

- (Hrsg.): Der Ewige Kreis. Eine Anthologie neuer österreichischer Lyrik. Deutscher Verlag für Jugend und Volk, Wien/Leipzig 1935[2]
- (Hrsg.): Thomas Müntzer : sein Leben und seine Schriften. Jena : Diederichs, 1933
- Der Fröhliche Gasthof. Die seltsame Chronik des Balthasar Fussenegg, genannt Franz, Kellner im "Schwarzen Adler". Roman. Zeichnungen Willi Döhler. München : Bergverlag Rudolf Rother, 1937
- Gedichte – Poems. Schnitte – Cuts Heidi Brandt. Kopenhagen, 1960
- Andy or When I'm famous. Garden City : Doubleday, 1968 
  - Andy : Ein Bilderbuch fürs 1. Lesealter. Übersetzung Hans-Rudolf Schwabe. Zeichnungen Heidi Brandt. Basel : Pharos, 1969
- Die Vieldeutigkeit Bertolt Brechts. Heidelberg : Stiehm, 1968